# スタイラス

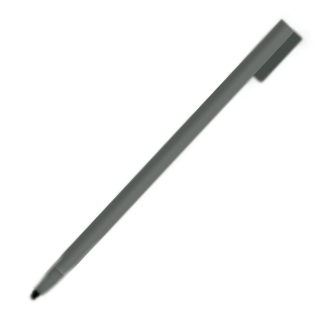
携帯ゲーム機（ニンテンドーDS）のスタイラス

Sペン（上）とスマホSamsung Galaxy Zシリーズ

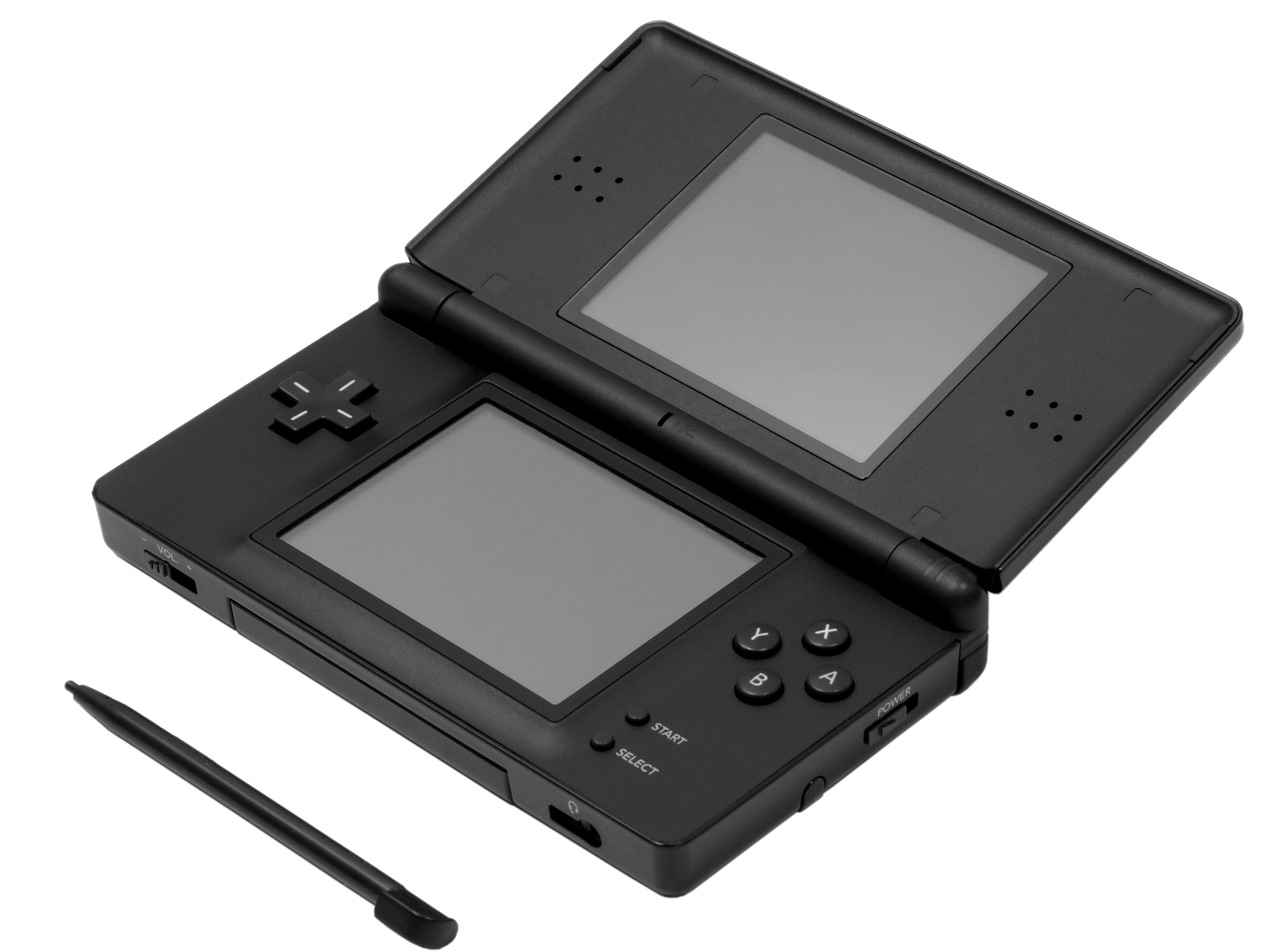
ニンテンドーDS Liteとスタイラス

スタイラス（stylus, 複数形：styli, styluses）は、先の尖った棒状の筆記具で、インクなどを使わずに、押し当てることで筆記する。
現在では、携帯情報端末(PDA)などのタッチパネル式のポインティングデバイスを操作するものが知られるが、本来は柔らかい素材に溝を彫ることで文字や図画を書く道具であった。
ギリシア語で柱を意味する stulos が語源で、エトルリア語の stilus、ラテン語のステュルス stylus を経て英語に入った。

## 文字を彫るスタイラス
この用途のものは尖筆と訳すこともある。材料は金属、骨、象牙、葦などがある。
古代ローマ以降ヨーロッパで蝋板に字を刻むのに使われ、これが本来のスタイラスである。他に、古代メソポタミアやクレタでは粘土板、南アジアや東南アジアでは貝葉が使われた。日本にも、紙などに字を刻む角筆と呼ばれる筆記具があった。
謄写版原紙（蝋原紙）に刻むものは、鉄筆と訳すことが多い。
エングレービングなどの版画にも使われるが、これはビュラン (burin) と呼ぶことが多い。

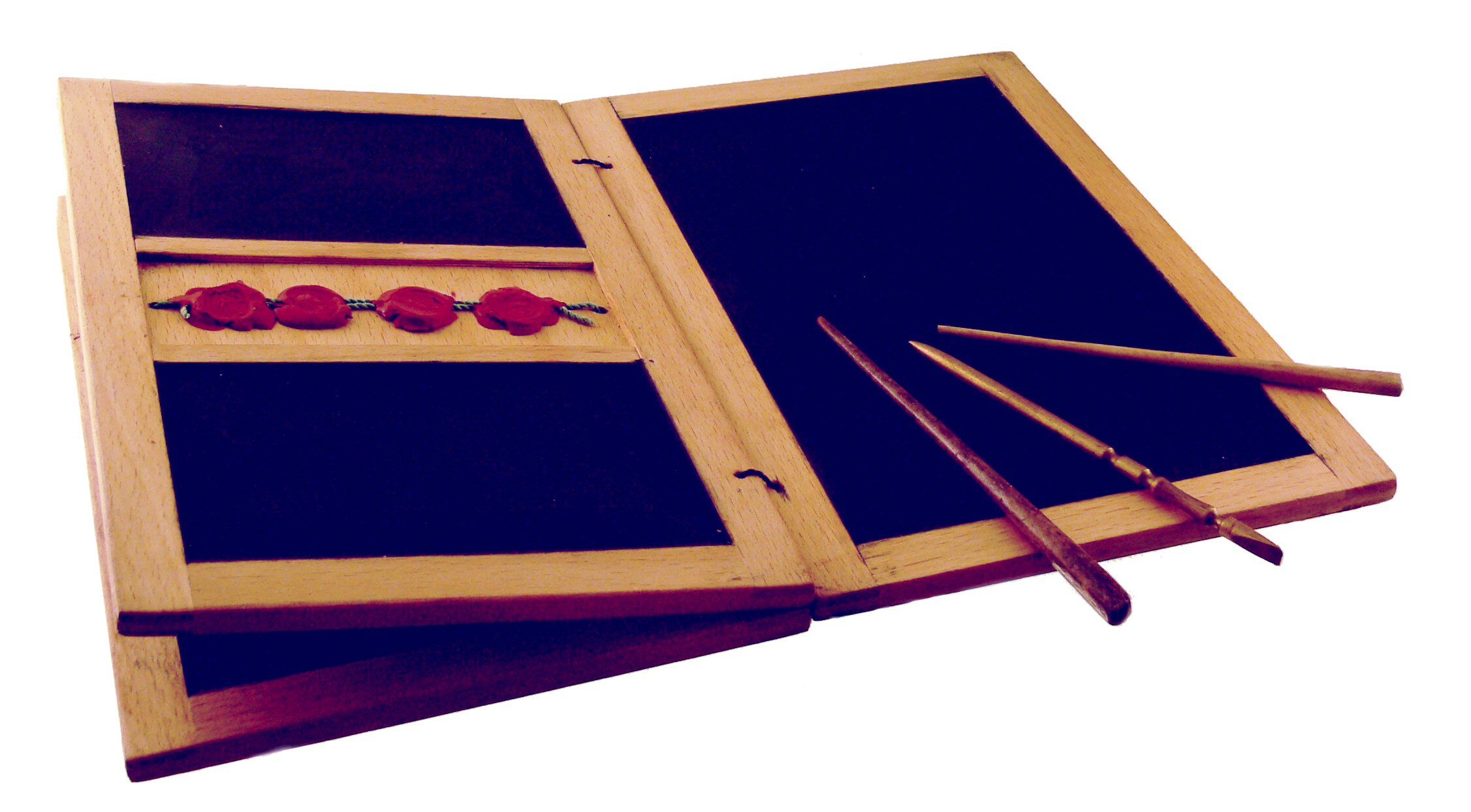
古代ローマの蝋板用スタイラス（復元）
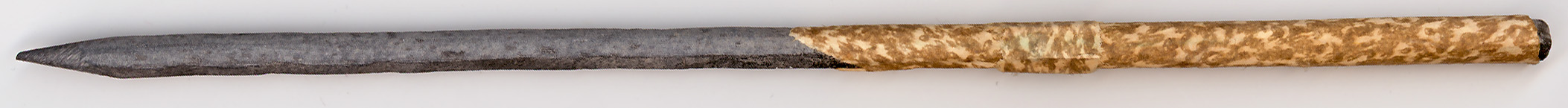
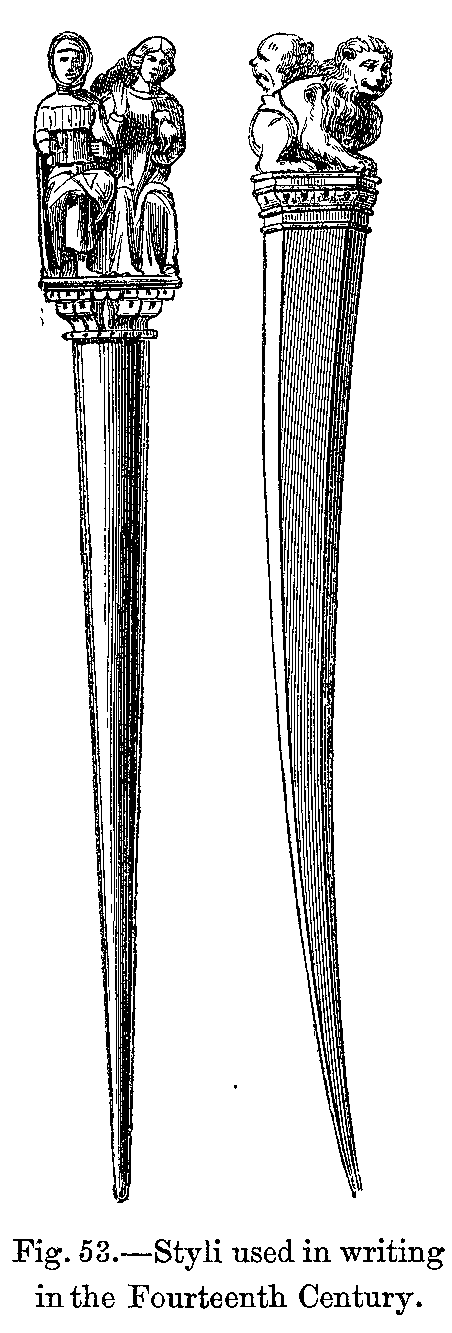
14世紀のスタイラス
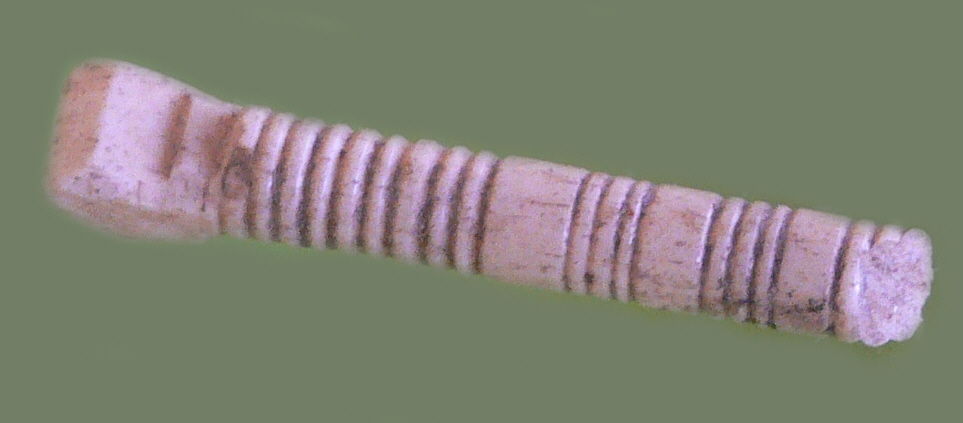
15世紀ドイツの骨製スタイラス

## ポインティングデバイス

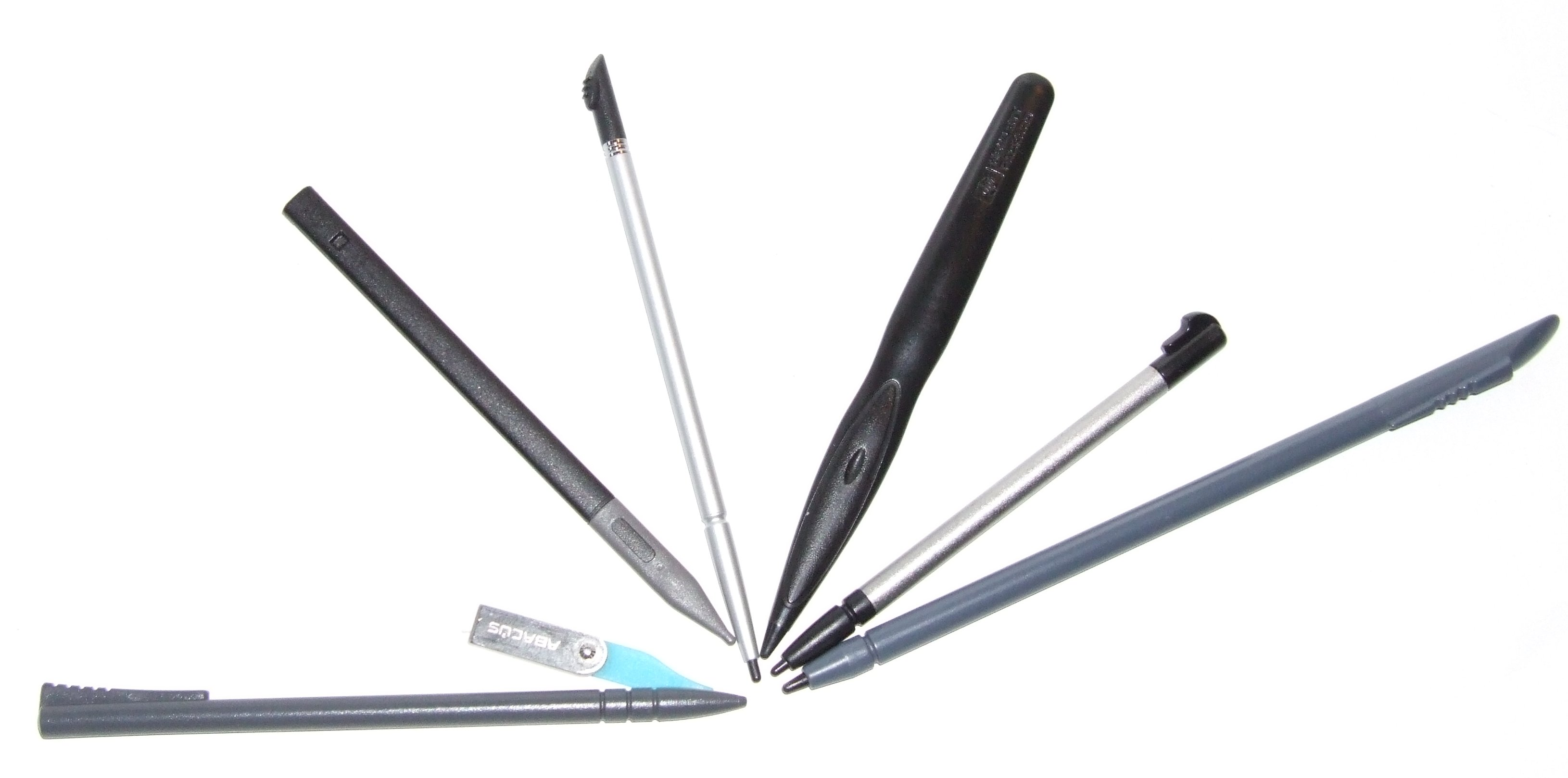
左からPalmPilot Professional、Fossil Wrist PDA、Nokia 770、Audiovox XV6600、HP Jornada 520、Sharp Zaurus 5500、Fujitsu Lifebook P-1032に付属のスタイラス

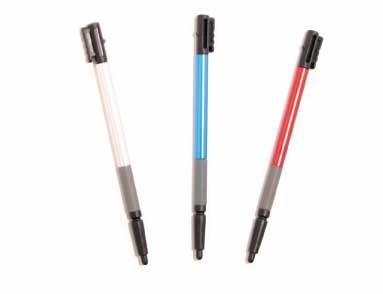

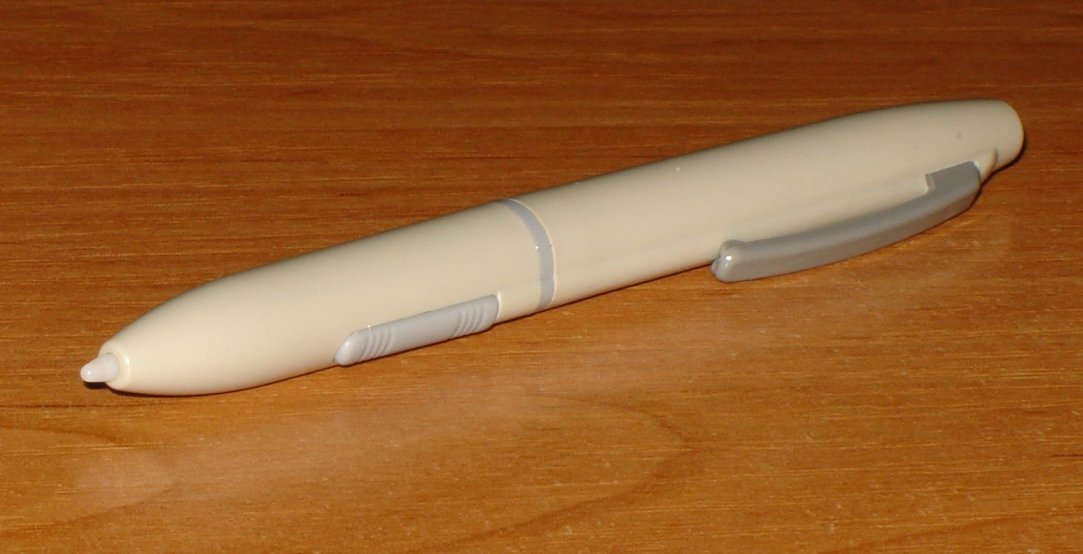
ペンタブレットのペンにはクリックボタンに相当するスイッチが備えられている。ペンタブレット用の場合、「スタイラス」ではなく「ペン」と呼ぶのが一般的。

ポインティングデバイスの一種であるスタイラスは、PDAや、タッチパネル付きノートパソコン、タッチパネル付き携帯ゲーム機等、タッチパネル内蔵機器に付属されているもので、タッチパネル付きの画面に表示されたボタンやキーを押すなどの各種操作や、Graffitiによる文字入力をしたり、文字や図を手書きしたりするために使われる。
比較的柔らかい合成樹脂の先端を持つ。形状はペンなどの筆記用具に近いが、ペンなどとは違って、インクを出すなどして筆跡を紙上に残す機構が先端に無い。
後述の静電容量方式対応以外の一般的なスタイラスは感圧式タッチパネル向けのものであり、静電容量方式のタッチパネルで利用する事はできない。

### 構造
スタイラスの先端は、樹脂の中でも特に柔らかい塩化ビニル樹脂などである。柔らかい素材とはいえ、一般に鉛筆の芯程度の太さがあるので、グニャグニャと変形する程柔らかいわけではない。持ち手の部分は、金属製であったりプラスチック製であったりと様々である。また使用する携帯情報端末の機種によっては、様々な素材で作られたスタイラスを、ユーザーの趣味で選ぶ事が出来るように、様々な製品が販売されている。
スタイラスは携帯情報端末を操作する上で不可欠であり、携帯情報端末の本体と一緒に持ち歩くのが望ましい。結果的に携帯情報端末の本体にスタイラス収納用の穴が設けられているのがほとんどで、この穴に納まるサイズ・形状をしている必要がある。本体に十分なスペースがない場合、伸縮式のスタイラスを採用したり、スタイラスの収納スペースを設けられない一部の端末では、付属のスタイラスにストラップホールが設けられ、本体にぶら下げられるようになっている事がある。
また携帯情報端末を使用中、誤動作により稀にユーザーの操作を受け付けない状況が発生するが、この「暴走」を止めるため、携帯情報端末にはリセットスイッチが設けられていることが多い。これらは誤操作を防ぐため、一般的に先端の鋭い器具でしか押せないようになっているが、スタイラスの中には、このリセットスイッチを操作するための機構が内蔵されている物がある。

### 筆記用具との兼用型

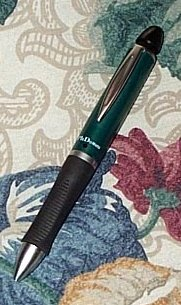
シャープペンシルとスタイラスを切り替えられるペン

スタイラス機能を追加した筆記用具や、ペン先を交換する事で、一般的なボールペンをスタイラスとして利用できる製品も登場している。特に筆記用具兼用の物では、筆記用具として利用する時はキャップを外してスタイラスとして利用する時はキャップをしたまま操作したり、多色ボールペンと同じ構造になっていてボールペンとスタイラスのペン先を切り替えられる、という物である。特にこれらはスタイラスとして利用する事を前提としているため、後述の代用品使用に伴う問題が発生しにくい。

### 画面の傷防止とスタイラス
iPhoneやAndroid端末の登場と、それに伴う静電容量方式タッチパネルの普及以前には、抵抗膜方式タッチパネルや、さらに前には、シート状の透明電極を樹脂上にプリントして液晶パネルの表面に貼り付けた、有接点式のマトリクス・スイッチが一般的であった。小型軽量をもって実用的とする携帯情報端末に在っては、マトリクス・スイッチの採用により軽量・省電力化していたが、透明電極を組み込んだシートが画面上に張り付くため、このシートに細かい傷がつくと出力された映像が見辛くなる。
これを防ぐには、シートに傷がつかないようにする必要がある。しかし、シートが傷付きにくくなるよう剛性を持たせると、タッチパネルの動作精度を落とす結果になりやすい。このため一定の柔軟性を持たせつつ、表面には傷が付きにくくなるよう、一定の剛性を持たせるという矛盾が発生するため、パネル側の改良には限界がある。
表面を特殊な樹脂で覆うハードコートと呼ばれる加工により強化する方法もあるが、いずれも樹脂であるため金属やガラスなどの鋭い先端などで引っ掻くと細かい傷が付くおそれがある。このため使用する器具がスタイラスである。スタイラスの代用品として、キャップをしたままの筆記用具や、適当な先端を持つ器具（爪楊枝）・更には尖らせた爪等も利用できるが、専用に設計されたスタイラスとは違いパネルが傷つくおそれもあるので、それら代用品の利用は推奨されない。

### UIとスタイラス
iPhoneやAndroid以前の、携帯機器向けOSのユーザインタフェース(UI)は指によるタッチ操作を前提にしたデザインではなかった。また、抵抗膜方式タッチパネルが一般的であったため、スムーズにドラッグ操作するためには指ではなくスタイラスでの操作が必要であった。
例えば、Windows Mobile 6.1までのUIは、パソコン上のWindowsを、そのまま縮小したようなデザイン、操作体系であり、パソコン同様にタスクバーとスタートメニュー、閉じるボタン、スクロールバーなどで操作を行う。一つ一つのボタン、バー、項目が小さいため、スタイラスを使わずに指でタッチ操作を行うのは困難であった。このような、スタイラスが必須のUIは、他の携帯情報端末向けOSでも同様であった。
また、Palm OS搭載機の標準的な文字入力方法はGraffitiであったが、GraffitiエリアにGraffitiを描くにはスタイラスが必須であった。
Windows 8以前のWindowsを搭載した、抵抗膜方式タッチパネル付きモバイル製品群では、ソフトウェアキーボードや長押しによる右クリックなど、タッチパネル操作を補完する機能がWindowsに用意されていたものの、Windows標準のUIはそのままであり、Windows用アプリケーション・ソフトウェアは一般にタッチパネル操作を前提としていないために、ボタンやバーが小さく、指による操作は困難でスタイラスを必要とした。タッチパネル操作を補完する機能は、Windows XP Tablet PC Editionで登場し、Windows Vistaでは通常のエディションに包括され、ツール集『Origami Experience』が無償提供されている。Windows 8以前のタッチパネル付き超小型モバイル製品としては、SONYのVAIO Uシリーズ、VAIO type Uシリーズ、富士通のLOOX Uシリーズ、工人舎のタッチパネル付きモデルなどがある。Windows 8以前の、超小型以外のタッチパネル付きWindowsノートパソコンとしては、IBMのThinkPad XシリーズのTabletモデルなどがある。

### タッチペン

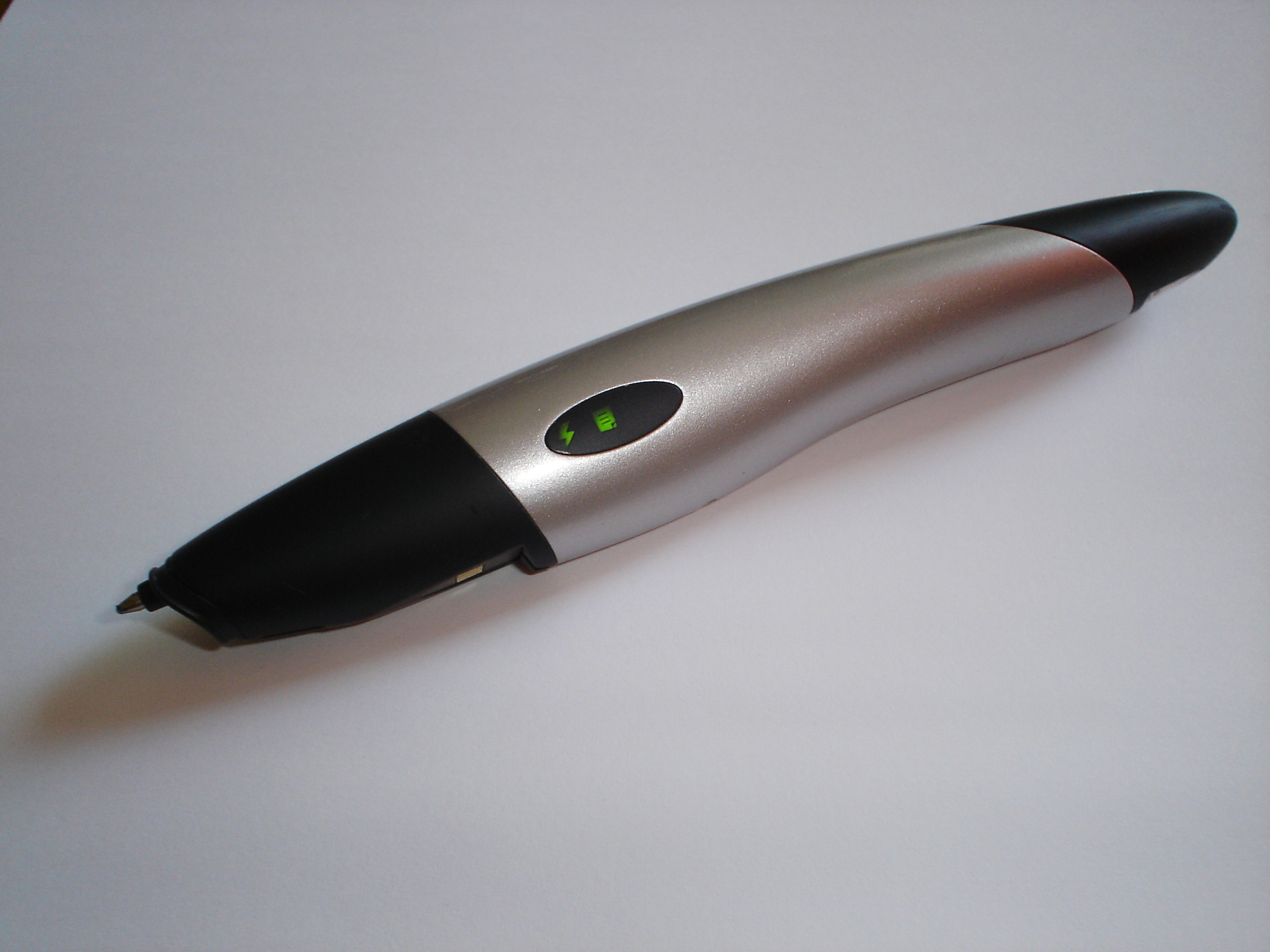
デジタルペーパーで使用される光センサーを内蔵したデジタルペン

2012年現在『タッチペン』や『スタイラスペン』の名称で、スマートフォンやタブレット向けの静電容量方式タッチパネル対応スタイラスが単体で販売されている他、専用スタイラスが付属したり、スタイラス収納穴を設けるAndroid端末も登場している。対応していない一般的なスタイラスを静電容量方式タッチパネルで利用する事はできないほか、タッチペンは抵抗膜方式タッチパネルなどの感圧式タッチパネルで用いるには適していない。
スタイラスが廃れたのは、iPhoneやAndroidの登場と、それに伴う抵抗膜方式タッチパネルから静電容量方式タッチパネルへの移行によって、指による操作主体へと変化したためだが、タッチペンは、文字や図の手書きや、手袋をしたままでの操作、爪の長い女性の利用等を目的としている。
特定の機種専用のタッチペンでは抵抗膜方式用スタイラス同様の細さのペン先の物があるが、汎用のタッチペンの場合は、直径5mm強から1cm弱程度の太さで半球または円盤状のペン先の物が多い。
- スタイラスが付属するスマートフォンやタブレット
  - サムスン電子 Galaxy Noteシリーズ
  - LGエレクトロニクス Optimus Vu: L-06D / L-06D JOJO
  - 富士通 ARROWS Kiss F-03D / F-03E
  - シャープ AQUOS Phone ZETA SH-02E
  - シャープ AQUOS PAD SHT21
- 専用スタイラスが市販されているスマートフォンやタブレット
  - パナソニック P-02D / 101P
  - Apple iPad Pro, iPad - Apple Pencil
  - マイクロソフト Surfaceシリーズ - Surface Pen

## その他のスタイラス

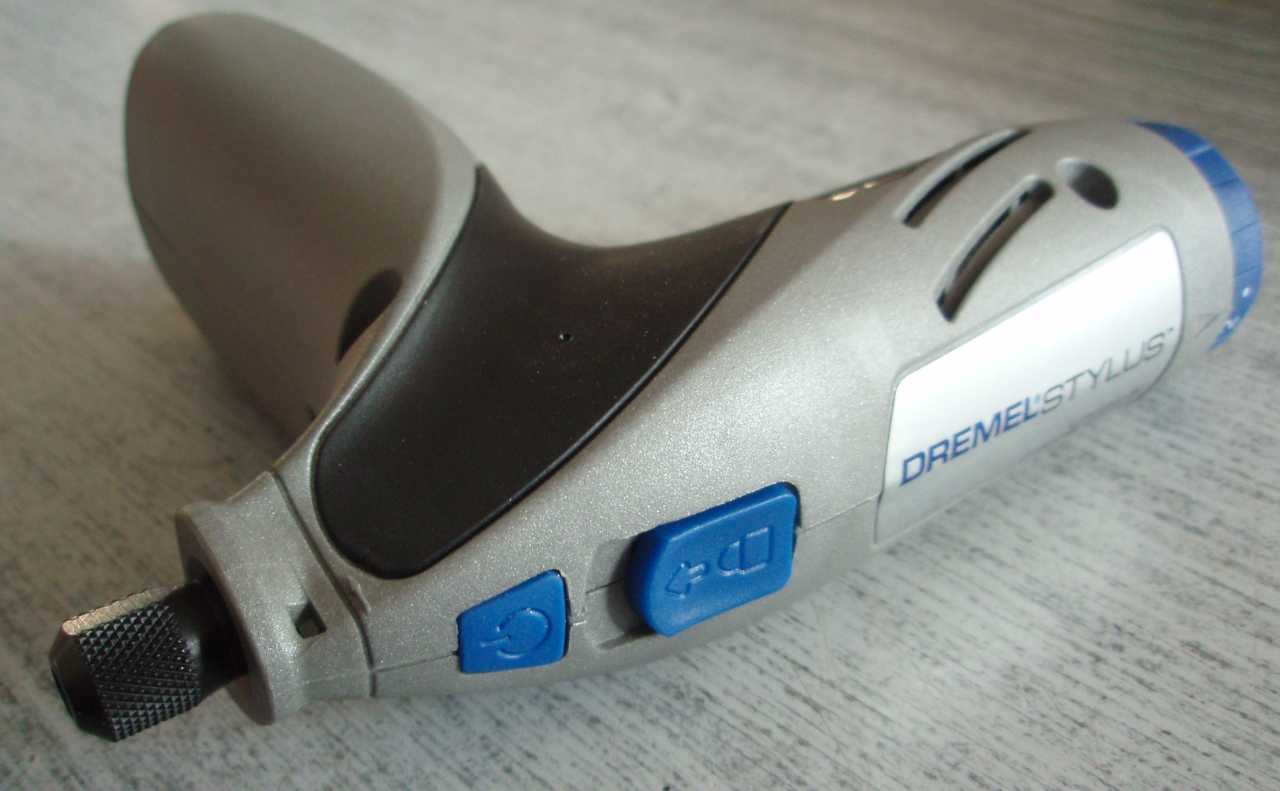
グリップの付いたスタイラス

レコードの原盤に溝を刻む刃物をスタイラスと呼ぶことがある。初期のレコードは蝋管を使っており、それに溝を刻むのはまさにスタイラスと同じだった。再生用のレコード針も同様にスタイラスと呼ぶことがある。
そのほか、紙などへのエンボス、カーボン紙による転写、粘土など柔らかい素材での彫塑などに使われる。
インクなどをつけて細い線を書くこともある。